# Hansei
Hansei (jap. 反省, dt. „die Selbst-Reflexion“) ist ein zentraler Begriff in der japanischen Kultur. Gemeint ist, die Schuld für ein eigenes Fehlverhalten anzuerkennen und Besserung zu geloben. Im Gegensatz zur westlichen Rechtsvorstellung, wo ein Geständnis als Rechtfertigung für die Strafe und Beweismittel dient, steht in Japan die Anerkennung der eigenen Schuld im Vordergrund, ähnlich dem deutschen Sprichwort "Selbsterkenntnis ist der erste Schritt zur Besserung".
Ein Beispiel dafür sind in Korruptionsfälle verwickelte Politiker (was in Japan häufiger vorkommt). Diese treten öffentlich auf und entschuldigen sich und treten dann für einige Jahre in den Hintergrund. Nach Ablauf einer gewissen Frist nehmen sie ihre Karriere jedoch wieder auf, da man annimmt, dass sie ihre Lektion gelernt haben.
In japanischen Unternehmen ist es üblich, dass der Vorgesetzte von seinen Angestellten bei Fehlern hansei erwartet. Die Verantwortung nach außen übernimmt er aber selbst, während die Abteilung zusammenarbeitet, um das Problem zu lösen. 
Siehe auch: Soziales Verhalten in Japan